# Los Cerritos de Abajo
Los Cerritos de Abajo är en ort i Mexiko.   Den ligger i kommunen Namiquipa och delstaten Chihuahua, i den nordvästra delen av landet, 1 400 km nordväst om huvudstaden Mexico City. Los Cerritos de Abajo ligger 1 890 meter över havet och antalet invånare är 183.
Terrängen runt Los Cerritos de Abajo är varierad, och sluttar västerut. Runt Los Cerritos de Abajo är det mycket glesbefolkat, med 6 invånare per kvadratkilometer. Närmaste större samhälle är Namiquipa, 7,0 km nordväst om Los Cerritos de Abajo. Trakten runt Los Cerritos de Abajo består till största delen av jordbruksmark.